# Ultra Super Pictures
Ultra Super Pictures (jap. 株式会社ウルトラスーパーピクチャーズ Kabushiki gaisha Urutora-sūpā-pikuchāzu) – japoński holding joint venture założony w sierpniu 2011 roku przez studia animacji Sanzigen, Ordet, Trigger oraz Liden Films. Jest on również współwłaścicielem studia ENGI założonego przez Kadokawa Corporation w 2018 roku.

## Członkowie holdingu
- Sanzigen
- Ordet
- Trigger
- Liden Films

Do pozostałych firm zaangażowanych w przedsięwzięcie należą Galaxy Graphics, Good Smile Company, Max Factory, Bushiroad, Nitroplus oraz Pixiv.

## Ultra Super Anime Time
3 lipca 2015 na stacjach telewizyjnych Tokyo MX oraz BS11 rozpoczęła się emisja autorskiego 30-minutowego bloku anime pod nazwą Ultra Super Anime Time. Zawierał on trzy krótko-odcinkowe serie w każdym sezonie. Wirtualnymi przewodniczkami po programie były tzw. Ultra Super Sisters: Supica (jap. スピカ Supika) oraz Sumaco (jap. スマ子 Sumako). Głosu użyczyły im odpowiednio Kaori Ishihara i Yui Ogura.
Ogłoszone zostały poniższe tytuły:
lato 2015
- Miss Monochrome – sezon 2
- Wooser's Hand-to-Mouth Life – sezon 3
- Wakaba Girl

jesień 2015
- Miss Monochrome – sezon 3
- Hacka Doll the Animation[4]
- Kagewani

zima 2016
- Please Tell Me! Galko-chan
- Sekkō Boys
- Tabi Machi Late Show (tylko w styczniu)
- Kono Danshi, Mahou ga Oshigoto Desu. (tylko w lutym)
- Kanojo to Kanojo no Neko: Everything Flows (tylko w marcu)

wiosna 2016
- Space Patrol Luluco
- Puchimas! Petit Idolmaster (powtórna emisja)
- Kagewani – sezon 2[5]

## Produkcje
Lista produkcji współtworzonych przez Ultra Super Pictures:
- Harmonie (2014, wykonane przez Studio Rikka)
- Monster Strike (2015–2016, wykonane przez Studio Hibari)
- Monster Strike: Mermaid Rhapsody (2016, wykonane przez Studio Hibari)
- Monster Strike: An Encore of Continuance- Pandora's Box (2016, wykonane przez Studio Hibari)
- Monster Strike: Rain of Memories (2016, wykonane przez Connect)[6]
- Monster Strike The Movie (2016, wykonane przez Liden Films)